# 锡拉库萨
锡拉库萨，又译叙拉古、锡拉库扎，是位於意大利西西里岛上的一座沿海古城，为錫拉庫薩省的首府，位于岛的东岸，约有12.5万居民。
锡拉库萨为意大利重要的旅游城镇，被《米其林旅游指南》评为最高的“三星级旅游推荐”级别。

## 歷史
叙拉古由古希腊科林斯的殖民者于前734年建立。它很快成为地中海的一个重要城市。那时建成的阿波罗神庙和雅典娜神庙（后来改造成大教堂）至今还存在。前474年叙拉古甚至战胜了意大利半岛上的伊特鲁里亚人。古典希臘時期叙拉古已经达到了一度與雅典齊名的文化顶点，一度成为地中海最大的城市，戏剧家埃斯库罗斯，诗人品達和西莫尼德斯皆汇聚于此。在伯罗奔尼撒战争（前427年至前424年，前415年至前413年）中叙拉古与雅典争强。前406年叙拉古败在迦太基手下。在第一次布匿战争中叙拉古与罗马联盟。在第二次布匿战争中叙拉古倒向迦太基。即使阿基米德的发明创造也未能帮叙拉古逃避前212年與迦太基古城一起被罗马人征服的命运。

### 中世紀
自此之後，幾經易主；450年汪达人洗劫叙拉古；877年8月阿拉伯人開始進攻叙拉古，阿拉伯人的司令官賈法爾領軍攻城，拜占庭守軍以希臘火反擊，此役從夏季到冬季都無援軍增援，賈法爾在鎮壓巴勒摩暴動時為穆斯林所暗殺，司令官由阿布伊薩繼任並於次年878年再次進攻，在該年5月20日被攻破城池並屠殺軍民，在陷落當天被掠奪一天，《編年史》的作者狄奧多西奧也在此戰被俘。两个世纪后诺曼人夺取了叙拉古。

## 經濟
主要物產是各種食品，除此之外這裡還能採到不少稀有的藥草。

## 文化

### 典故
- 敘拉古之惑。形容知識分子為虎作倀。敘拉古是一個重要的古希臘城邦，在希臘黃金時代由僭主統治。古希臘大哲柏拉图曾在此效力。二戰後曾效力於納粹政府的海德格爾曾被譏諷“君從敘拉古來？”[4]

### 名人
- 阿基米德（Archimedes）
- 圣露西（Saint Lucy）

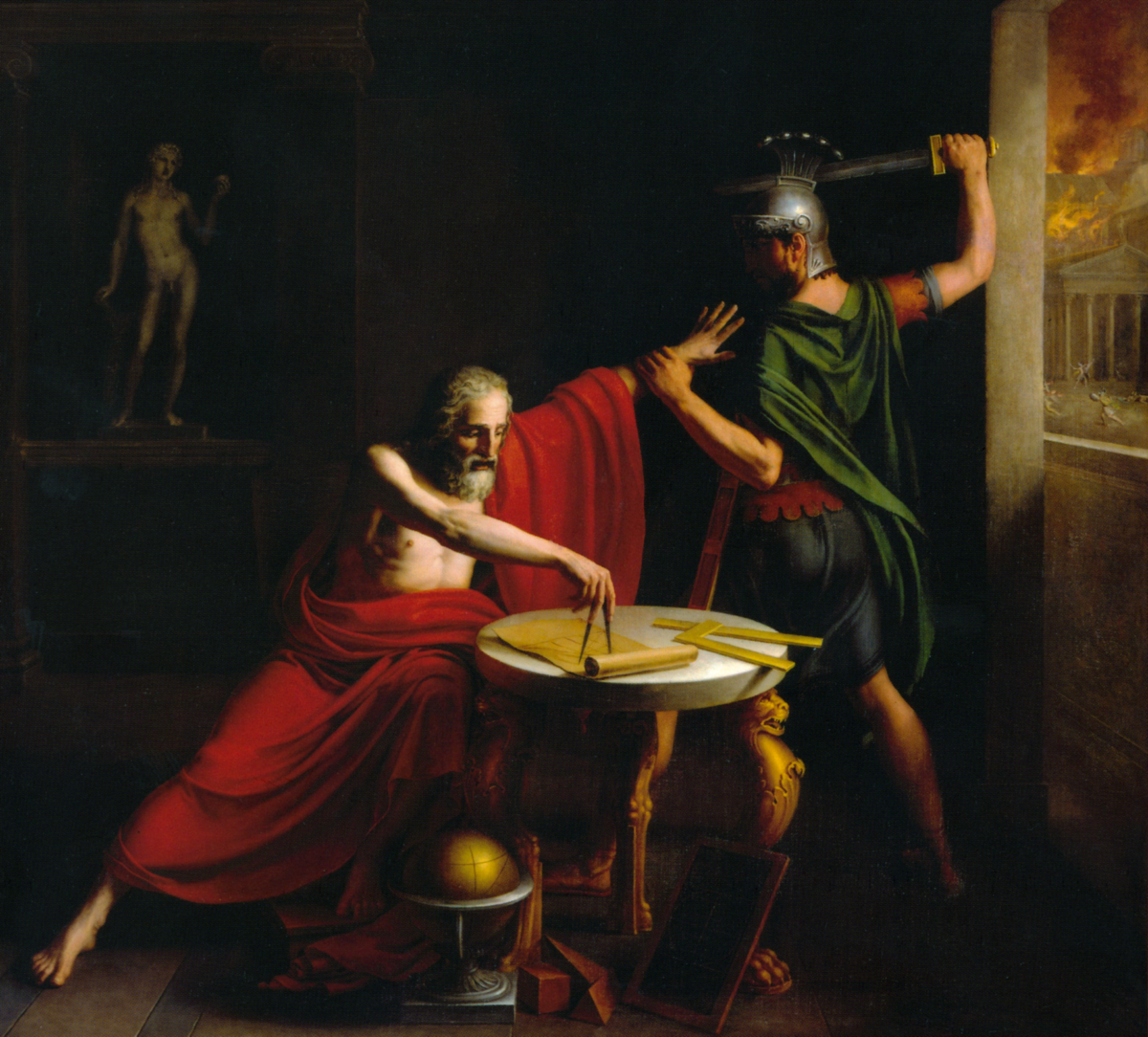
《阿基米德之死》, Thomas Degeorge, 1815

- 教宗斯德望三世（Pope Stephen III）
- Vincenzo Mirabella

### 文藝作品
- 電影《西西里的美麗傳說》在此取景。

### 世界遗产
该地有西元前5-4世纪时，狄澳尼修斯用石灰岩洞窟改建成的监狱遗迹。其入口洞窟在陡峭的悬崖上，入口高23公尺，深62公尺。其洞窟结构只要在洞穴深处的天花板密道上，就能透过回声听到囚犯的对话，此洞窟因此别名「狄澳尼修斯之耳」。
由於當地豐富的歷史遺蹟，叙拉古已經成為著名的旅遊觀光點。2005年，叙拉古和潘塔立克石墓群被列为世界文化遗产。